# Отрешение от должности президента России
Отрешение от должности президента Российской Федерации — инициируемая парламентом комплексная юридическая процедура, задействующая ряд органов власти и предусматривающая лишение главы российского государства его полномочий. Процедура судебного обвинения в рамках отрешения от должности президента, в том числе и уголовного, с возможным последующим их отстранением от должности, принято называть импичментом. Предпринималась трижды, два раза в 1993 году, а затем в 1999 году, во всех случаях в отношении первого президента — Бориса Ельцина.

## Юридическая процедура
В соответствии с современным законодательством России, отрешение от должности президента регулируется ст. 93 Конституции. Оно предусматривает выдвижение обвинения Государственной думой в государственной измене или совершении иного тяжкого преступления. Обвинение должно быть подтверждено заключением Верховного суда Российской Федерации о наличии в действиях Президента признаков преступления и заключением Конституционного суда Российской Федерации о соблюдении установленного порядка выдвижения обвинения. Решение об отрешении главы государства от должности принимает Совет Федерации.
Решение Государственной думы о выдвижении обвинения и решение Совета Федерации об отрешении президента от должности должны быть приняты двумя третями голосов от общего числа в каждой из палат по инициативе не менее одной трети депутатов Государственной думы и при наличии заключения специальной комиссии, образованной Государственной думой. Решение Совета Федерации об отрешении Президента Российской Федерации от должности должно быть принято не позднее чем в трехмесячный срок после выдвижения Государственной думой обвинения против президента. Если в этот срок решение Совета Федерации не будет принято, обвинение против президента считается отклоненным.

## Попытки отрешения от должности в 1993 году
Первые две попытки отрешения от должности предпринимались в соответствии с Конституцией 1978 года в действовавшей на тот момент редакции. В соответствии с этой Конституцией Президент Российской Федерации мог быть отрешён от должности в случае нарушения им Конституции Российской Федерации, законов Российской Федерации, а также данной им присяги. Такое решение могло быть принято только Съездом народных депутатов Российской Федерации на основании заключения Конституционного Суда Российской Федерации большинством в две трети голосов от общего числа народных депутатов Российской Федерации. Инициатива отрешения от должности принадлежала самому Съезду, Верховному Совету Российской Федерации или одной из его палат.

### Март 1993 года
В марте 1993 года Съезд народных депутатов Российской Федерации пытался отрешить Ельцина от должности в связи с его телеобращением 20 марта. За отрешение Ельцина от должности проголосовали 618 депутатов при необходимых 699 голосах. В результате референдума, президент (как и Съезд) сохранил свои полномочия.

### Сентябрь 1993 года
В сентябре 1993 года, после того как Ельцин указом № 1400 (признанным Конституционным судом не соответствующим действующей Конституции России 1978 года с поправками 1989—1992 годов и являющимся основанием для прекращения президентских полномочий Ельцина) предписал Верховному Совету и Съезду прервать осуществление своих функций, Верховный Совет, в свою очередь, на основании статьи 121-6 действовавшей конституции констатировал прекращение полномочий Ельцина с момента издания упомянутого указа. Созванный Верховным Советом X (Чрезвычайный) Съезд народных депутатов подтвердил это решение. Однако в ходе событий сентября — октября 1993 года Ельцину удалось сохранить фактическую власть над страной вплоть до президентских выборов 1996 года, на которых он был избран на второй срок.

## Попытка отрешения от должности в 1999 году
Процедура отрешения от должности президента России Б. Н. Ельцина была инициирована в 1999 году на основании пяти обвинений: развал СССР; разгон Съезда народных депутатов и Верховного Совета в 1993 году; развязывание войны в Чечне; развал армии и геноцид российского народа.
Была образована комиссия Государственной думы под руководством Вадима Филимонова.
При голосовании 15 мая 1999 г. ни по одному из пунктов обвинения не набрано необходимых 300 голосов для принятия решения Госдумой (для прекращения полномочий Ельцина требовалось ещё и решение Совета Федерации). За обвинение в развале СССР проголосовало 239 депутатов, за обвинение в событиях 1993 года — 263, за обвинение в развале армии — 241, за обвинение в войне в Чечне — 283, за обвинение в геноциде российского народа — 238.
Счетная комиссия признала 46 бюллетеней недействительными.
| Пункты голосования                   | КПРФ | ЛДПР | НДР | Яблоко | АДГ | Народовластие | Регионы России | Независимые | Всего |
| ------------------------------------ | ---- | ---- | --- | ------ | --- | ------------- | -------------- | ----------- | ----- |
| Беловежские соглашения               | 127  | 1    | 1   | 5      | 35  | 43            | 20             | 9           | 239   |
| Разгон Верховного Совета России      | 128  | 2    | 0   | 24     | 35  | 43            | 22             | 9           | 263   |
| Чеченская война                      | 128  | 1    | 1   | 37     | 35  | 42            | 22             | 12          | 283   |
| Ослабление обороноспособности страны | 127  | 2    | 2   | 3      | 35  | 43            | 20             | 9           | 241   |
| Геноцид российского народа           | 127  | 2    | 2   | 0      | 35  | 43            | 19             | 9           | 238   |

### Подготовка
19 мая 1998 года на заседании фракции КПРФ решено начать процедуру отрешения от должности, что было подтверждено постановлением президиума НПСР. На следующий день депутаты от КПРФ собрали 177 подписей за начало процедуры.
19 июня 1998 года создана специальная комиссия Госдумы. 29 июня 1998 года спецкомиссия Госдумы провела первое заседание. В феврале комиссия завершила подготовку заключения по всем пяти пунктам обвинения депутатами главы государства. Документы переданы в Совет Госдумы.
21 апреля 1999 года Госдума одобрила поправки к своему регламенту, конкретизирующие процедуру. Голосовать за отрешение депутаты смогут открыто и именными бюллетенями.

### Обвинения

#### Распад СССР
Как считали члены комиссии, заключённые Б. Н. Ельциным Беловежские соглашения нанесли большой ущерб внешней безопасности и обороноспособности Российской Федерации. Разрушение СССР и ослабление Российской Федерации явились большой помощью государствам, которые враждебно настроены к России.
По мнению комиссии новый УК России не устранил уголовную ответственность за действия, совершенные в связи с подготовкой, заключением и реализацией Беловежского соглашения.
Действия Б. Н. Ельцина по организации заговора с целью захвата союзной власти имели целенаправленный характер. При подготовке к уничтожению СССР Б. Н. Ельцин издал указы, выходящие за пределы его конституционных полномочий и направленных на неправомерное присвоение союзной власти. В том числе Указы о переподчинении союзных органов республиканским, о передаче союзных средств массовой информации в ведение Министерства печати и массовой информации РСФСР, о передаче всех видов правительственной связи СССР в ведение КГБ РСФСР, а также банков, почты, телеграфа СССР в ведение РСФСР.
В заключении комиссии по импичменту говорилось, что в действиях Ельцина «имеются достаточные данные, указывающие на признаки тяжкого преступления, предусмотренного статьёй 64 УК РСФСР (275 УК России)», кроме того, по мнению комиссии, его действия нанесли ущерб безопасности страны. Комиссия признала, что Б. Н. Ельцин виновен «в измене Родине путём подготовки и организации заговора с целью неконституционного захвата союзной власти, упразднения действовавших тогда союзных институтов власти, противоправного изменения конституционного статуса РСФСР».

#### Разгон Съезда народных депутатов и Верховного Совета в 1993 г.
Ельцин издал указ № 1400, организовал и осуществил государственный переворот. Он использовал вооружённую силу, в результате чего имеются многочисленные человеческие жертвы.

#### Развязывание войны в Чечне
Ельцин издал в ноябре-декабре 1994 года указы, предусматривающие ограничения прав и свобод человека и гражданина, отдал приказ на проведение военных действий на территории Чеченской Республики. Совершенное им превышение власти привело к многочисленным человеческим жертвам, нарушению прав и свобод граждан Российской Федерации.
Так, представитель партии «Яблоко» в 1999 году обвинила Ельцина в том, что в Чеченской Республике имеются многочисленные случаи похищения людей: «Он, Президент Ельцин, виновен в том, что в год, когда все мировое сообщество отмечало 50-летие Декларации прав человека и он, Президент Ельцин, объявил в России год защиты прав человека, в России на рубеже третьего тысячелетия возрождена работорговля, возрождено крепостное право. Я имею в виду тех 500 наших ребят, которые пленены и каждый день это количество пленённых, к сожалению, не уменьшается, а возрастает… Это он, Президент Ельцин, виноват в том, что одной из моих избирательниц в День праздника международной солидарности трудящихся позвонили из Чечни, из Грозного, и предложили выкупить своего сына за 30 тысяч долларов, либо обменять на одного из плененных чеченцев в российских тюрьмах, осужденных чеченцев».

#### Ослабление обороноспособности и безопасности страны
К крупному ущербу обороноспособности и безопасности Российской Федерации, по мнению обвинителей, привело использование Б. Н. Ельциным своих властных полномочий.
В 1999 году депутат от фракции «Яблоко» А. Г. Арбатов заявил, что с 1992 года началось резкое сокращение финансирования расходов на оборону, которое не сопровождалось преобразованиями в армии в ВПК. По словам Арбатова, до 1997 года военная реформа была «профанацией», а после дефолта 1998 года, «в реальном исчислении за период 1998—1999 годов военный бюджет сократился втрое». Арбатов сказал, что вина в этом лежит на Ельцине: «ни в какой иной области Президент не сосредоточил в своих руках столь огромных полномочий, как в управлении силовыми структурами. И ни в одной из них результаты не были столь плачевны». При этом Арбатов отметил, что Ельцин должен нести моральную, а не юридическую ответственность.

#### Геноцид русского народа и других народов России
За годы его президентства осуществлялись меры по изменению социально-экономических отношений в Российской Федерации. В России произошло резкое сокращение численности населения. По официальным данным Государственного комитета Российской Федерации по статистике, естественная убыль населения России в 1992—1998 годах составила 4,2 миллиона человек, при этом число новорождённых уменьшилось с 1,7 миллиона в 1991-м до 1,2 миллиона в 1997 году, а число смертей за этот же период увеличилось с 1,6 до 2 миллионов.
По данным Межведомственной комиссии Совета Безопасности Российской Федерации по экономической безопасности, в 1997 году по сравнению с 1990 годом произошло снижение потребления мяса на 35 %, молока — на 41 %, яиц — на 31 %, рыбы — в 2,2 раза, в то же время выросло на 19 % потребление картофеля.
По утверждениям обвинителей, в результате приватизации произошло обогащение сравнительно небольшой группы за счёт обнищания преобладающей части российских граждан.
Комиссия по отрешению Президента РФ от должности заявила, что Б. Н. Ельцин сознательно проводил политику, направленную на ухудшение уровня жизни граждан, обвинив президента в геноциде:

Тяжелые условия жизни народа России и значительное сокращение его численности явились следствием тех мер, которые были осуществлены в период с 1992 года под руководством и при активном участии президента Ельцина… Есть серьёзные основания считать, что сокращение численности населения также охватывалось намерением президента. Стремясь в конечном итоге добиться изменений в стране социально-экономического уклада и обеспечить с помощью нарождающегося класса частных собственников укрепления своей политической власти, президент Ельцин сознательно шел на ухудшение жизненных условий российских граждан, с неизбежностью влекущее повышение смертности населения и сокращение его рождаемости…

При этом Виктор Илюхин заявил: «Ельцин осознанно не допускал хотя бы минимального улучшения материального состояния вымирающих народов России».